# Chiesa della Madonna del Carmine (Soldano)
La chiesa della Madonna del Carmine è un luogo di culto cattolico situato nella regione Urià nel comune di Soldano, in provincia di Imperia.

## Storia e descrizione
È situato fuori dell'abitato in regione Urià (che significa dove crescono gli oliveti) già sede di una piccola cappella campestre dedicata alla Madonna del Carmine.
La costruzione fu iniziata nel 1883 e terminata nel 1885, voluta e finanziata dalla popolazione al fine di ottenere la protezione della Madonna sugli oliveti che la circondano già colpiti dalla mosca olearia nella seconda metà del XIX secolo. Sulla facciata infatti compare la seguente iscrizione:
Alla costruzione apportò il suo contributo artistico il reverendo don Gio. Pietro Rossi di Montaldo.
La statua della Madonna originaria, tuttora conservata nella nicchia, costruita nel 1885 dalla ditta Prinotti di Mondovì (CN) venne sostituita dall'attuale statua che viene esposta per la festa (domenica successiva al 16 luglio memoria liturgica) nel 1952. Si tratta di un'opera in legno commissionata alla ditta "Arte Sacra Santiffaler" di Ortisei (BZ) scolpita in legno ed alta 1.70 m.
Nel 1962 viene costruito l'attuale campanile dove sono poste tre campane portate a spalla dagli abitanti (all'epoca non era ancora presente la strada che venne terminata nel 1964).
Il tempio è un piccolo edificio ad aula con facciata a doppio spiovente preceduta da un portico architravato. Nella parte superiore della facciata sono ancora visibili gli affreschi e gli stucchi opera del citato Gio. Pietro Rossi del 1885.
Sul lato posteriore si può ancora osservare un piccolo campanile a vela (simile a quello dell'oratorio di San Giovanni Battista) ormai in disuso. La chiesa prende luce da una lunetta recentemente abbellita con un rosone raffigurante la Madonna che protegge l'abitato di Soldano.
Dal colle Orià (come oggi vien detto) si può osservare l'abitato di Soldano e quello imponente di Perinaldo.
Sulla margine posteriore della chiesa un'antica scritta ricorda a tutti la devozione dei Soudanelli: "O passegger sosta un istante e ripeti col creato in armonia Ave Maria".